# Poqomchi' (taal)
Poqomchi' is een taal die behoort tot de Maya taalfamilie en wordt gesproken door het Poqomchi'-volk in Guatemala. Het bestaat uit twee dialecten, het Oostelijk Poqomchi' en het Westelijk Poqomchi', die worden gesproken door ongeveer 93,000 mensen in Purulhá (Baja Verapaz) en in de volgende gemeentes in het departement Alta Verapaz: Santa Cruz Verapaz, San Cristóbal Verapaz, Tactic,
Tamahú en Tucurú. Het is ook de belangrijkste taal in de gemeente Chicamán in het departement El Quiché.
Het Poqomchi' is sterk verwant aan het Poqomam.
Achi · Acateeks · Aguacateeks · Chalchiteeks · Chuj · Garifuna · Ch'orti' · Itza · Ixil · Jacalteeks · K'iche' · Kaqchikel · Lacandón · Mam · Mopan · Poqomam · Poqomchi' · Q'anjob'al · Q'eqchi' · Sacapulteeks · Sipakapense · Tectiteeks · Tz'utujil · Uspanteeks · Xinka